# Isabelle Stengers
Isabelle Stengers (Bruxelles, 1949) è una chimica belga specializzata in Filosofia della scienza.

## Biografia
Isabelle Stengers (Pron. Stangé) è nata nel 1949 a Bruxelles, figlia dello storico Jean Stengers (1922-2002), e si è laureata in chimica all'Università Libera di Bruxelles. Ben presto però i suoi interessi sono mutati a favore degli studi filosofici e, in particolar modo, di quelli epistemologici.

È passata quindi alla facoltà di filosofia. Lettrice e studiosa di Alfred North Whitehead, di Gilbert Simondon e di Starhawk, ha collaborato stabilmente alla rivista Multitudes, sino ad insegnare Filosofia della scienza nella medesima Università ed è stata chiamata a far parte del "Comitato di orientamento" del Cosmopolitique.
Il lavoro che le ha dato fama e che le ha dischiuso la porta degli ambienti filosofici è stato però l'aver co-firmato il fondamentale testo  "La nuova alleanza"
(edito in Italia nel 1981 da Einaudi) con Ilya Prigogine, premio Nobel per la Chimica. Questi, russo di nascita ma sempre vissuto in Belgio, non poteva trovare una collaboratrice migliore: laureata in chimica come lui e come lui ricca di idee propositive e per molti versi innovatrici nel campo della Filosofia della scienza.

Il testo tratta in sintesi dei processi irreversibili, delle strutture dissipative, della variabile temporale, della concezione scientifica globale, prefigurando una nuova approssimazione (alleanza) al pensiero e alla ricerca scientifica che conduce al concetto di "complessità". Prigogine, infatti, è considerato uno dei padri della Teoria (o epistemologia) della complessità.
Isabelle Stengers si è poi interessata alla critica della "pretesa autoritaria" della Scienza moderna, facendo riferimento, fra l'altro, alle teorie di Michel Foucault e di Gilles Deleuze. Ella sottolinea infatti l'onnipresenza dell'argomentazione sull'autorità della scienza, specie quando si ricorre ad "esperti" per troncare d'autorità un dibattito, come se non vi fosse in realtà una sostanziale controversia politica alla radice del dibattito stesso.

È importante sottolineare qui che la Stengers non ha nulla a che spartire con la corrente decostruzionista, per la quale la scienza altro non è se non un insieme di convenzioni puramente verbali [poco preciso e senza fonte].
In seguito si è applicata anche alla critica della psicanalisi e, in modo particolare, della repressione dell'ipnosi da parte di quest'ultima. Su questo tema le sue idee hanno coinciso con quelle di Léon Chertok.
Queste concezioni hanno inevitabilmente indotto la Stengers a contribuire alla stesura del "Libro nero della psicanalisi". Nel corso di tale lavoro ha incontrato un altro autore dell'opera, l'etnopsichiatra Tobie Nathan, con il quale, in seguito, ha redatto una esposizione delle sue idee sulla psicoterapia.
Da oltre quindici anni, inoltre, la Stengers si dedica all'idea di una ecologia della dinamica delle strutture sociali, di ispirazione costruttivista.
Delle sue attività sono testimonianza i sette volumi dei "Cosmopolitiques" pubblicati con le edizioni "Les Empêcheurs de penser en rond / La Découverte", ma
anche i suoi libri dedicati alla psicologia (La volontà di fare scienza, 1992)), all'ipnosi (L'ipnosi fra scienza e magia, 2002), all'economia, alla politica (La stregoneria capitalista, 2005, in collaborazione con Philippe Pignarre) e infine alla filosofia (Pensare con Whitehead, 2006).
Nel 1990, con Philippe Pignarre, è stata l'ideatrice della Casa Editrice "Les Empêcheurs de penser en rond".
Vive e lavora a Bruxelles.

## Opere
Opere individuali
- La volonté de faire science. À propos de la psychanalyse. Ediz. "Les Empêcheurs de penser en rond", Parigi, 1992.
- L'invention des sciences modernes,  Ediz. La Découverte, Parigi, 1993 (riedito da Flammarion « Champs » ) - Premio quinquennale di saggistica, 1996
- Souviens-toi que je suis Médée, Ediz. Les Empêcheurs de penser en rond, Parigi, 1993.
- Sciences et pouvoirs. Faut-il en avoir peur ? Ediz.  Labor,  Bruxelles, 1997 (riedizione La Découverte).
- Cosmopolitiques, in 7 volumi:
  - La guerre des sciences
  - L'invention de la mécanique
  - Thermodynamique : la réalité physique en crise
  - Mécanique quantique : la fin du rêve
  - Au nom de la flèche de temps : le défi de Prigogine
  - La vie et l'artifice : visages de l'émergence
  - Pour en finir avec la tolérance. Ediz.  La Découverte/Les Empêcheurs de penser en rond , Parigi, 1997.
- La guerre des sciences aura-t-elle lieu?  Ediz.  Les Empêcheurs de penser en rond, Parigi,  2001.
- L'Hypnose entre magie et science. Ediz.  Les Empêcheurs de penser en rond, Parigi,  2002.
- Penser avec Whitehead. Une libre et sauvage création de concepts. Ediz.  Le Seuil, Collana « L'ordre philosophique », Parigi, 2002.
- La Vierge et le neutrino. Quel avenir pour les sciences ?  Ediz.  Les Empêcheurs de penser en rond, Parigi, 2006.
- Au temps des catastrophes. Résister à la barbarie qui vient. Ediz. La Découverte, Parigi, 2008.
- Une autre science est possible! Manifeste pour un ralentissement des sciences. Ediz.  Les Empêcheurs de penser en rond / La Découverte, Parigi,  2013.

Opere in collaborazione
- con Ilya Prigogine, La Nouvelle alliance. Métamorphose de la science. Ediz.  Gallimard, Parigi, 1979. (Edito in Italia da Einaudi, 1981).
- con Ilya Prigogine, Entre le temps et l'éternité. Ediz.  Fayard, Parigi,  1988.
- con Judith Schlanger, Les concepts scientifiques : invention et pouvoir. Ediz. La Découverte, Parigi, 1989.
- con Léon Chertok, Le cœur et la raison. L'hypnose en question de Lavoisier à Jacques Lacan. Ediz.  Payot, Parigi,  1989.
- con Léon Chertok, L'hypnose, blessure narcissique. Ediz.  Les Empêcheurs de penser en rond, Parigi, 1990.
- con Léon Chertok e Didier Gille, Mémoires d'un hérétique. Ediz.  La Découverte, Parigi, 1990.
- con Olivier Ralet, Drogues. Le défi hollandais. Ediz.  Les Empêcheurs de penser en rond, Parigi,  1991.
- con Bernadette Bensaude-Vincent, Histoire de la chimie. Ediz.  La Découverte, Parigi,  1993.
- con Sergio Benvenuto, "Scienza come avventura", Lettera Internazionale, 37, Luglio-Settembre 1993, pp. 36–8. http://www.journal-psychoanalysis.eu/la-scienza-e-la-storia-conversazione-di-sergio-benvenuto-con-isabelle-stengers-bruxelles-luglio-1990/ Archiviato il 16 settembre 2017 in Internet Archive.
- con Tobie Nathan, Médecins et sorciers. Ediz.  Les Empêcheurs de penser en rond, Parigi,  1995.
- con Tobie Nathan e Lucien Hounkpatin, La damnation de Freud. Ediz. Les Empêcheurs de penser en rond, Parigi, 1997.
- con Bernadette Bensaude-Vincent, 100 mots pour commencer à penser les sciences. Ediz. Les Empêcheurs de penser en rond, Parigi, 2003.
- con Pierre Sonigo, L'évolution, Collana « Mot à Mot ». Ediz. EDP Sciences, Parigi, 2003.
- con Philippe Pignarre, La Sorcellerie capitaliste. Ediz. La Découverte, Parigi, 2005.
- con Vinciane Despret, Les faiseuses d'histoires: Que font les femmes à la pensée? Ediz. Les Empêcheurs de penser en rond, Parigi, 2011.

Direzione scientifica di opere collettive
- D'une science à l'autre. Des concepts nomades. Ediz.  Seuil, Parigi,  1987.
- Importance de l'hypnose. Ediz.  Les Empêcheurs de penser en rond, Parigi, 1993.
- L'effet Whitehead. Ediz. Vrin, Parigi,  1994.

Contributi in opere collettive
- Le livre noir de la psychanalyse, sotto la direzione di Catherine Meyer. Ediz.  Les Arènes, 2005.  ISBN 2-912485-88-6

Prefazioni e postfazioni
- Claude de Jonckheere, Agir envers autrui : Modèles d'action dans les professions de l'aide psychosociale. Ediz.  Delachaux e Niestlé, 2001.
- AA:VV., Le livre-accès. Ediz. Le Cerisier, 2001.
- Starhawk, Femmes, magie et politique. Ediz.  Les Empêcheurs de penser en rond, Parigi,  2003.
- Anne Querrien, L'école mutuelle, une pédagogie trop efficace? Ediz.  Les Empêcheurs de penser en rond, Parigi,  2005.
- Didier Debaise, Un empirisme spéculatif. Lecture de "Procès et réalité" de Whitehead. Ediz.  Vrin, Parigi,  2006.
- Etienne Souriau, Les différents modes d'existence. Ediz. PUF, Parigi,  2009. (Le sphinx de l'œvre , scritto in collaborazione con Bruno Latour)
- Josep Rafanell i Orra, En finir avec le capitalisme thérapeutique. Soin, politique et communauté. Ediz.  Les Empêcheurs de penser en rond, Parigi,  2011.

## Altre
Sceneggiature
- Irène et Fred ,  telefilm di Roger Kahane, 1984.

Dibattiti televisivi
- Les chercheurs d'ovni, tema-dibattito ARTE,  17 marzo 1996